# Morti nel 1408
| Questa pagina contiene informazioni ricavate automaticamente dalle voci biografiche con l'ausilio del template Bio e di un bot. L'aggiornamento è periodico e automatico e ricostruisce completamente la pagina. Se manca una persona in questa lista, sei pregato di non aggiungerla, ma accertati piuttosto che la sua voce biografica contenga il template Bio e che i dati anagrafici siano correttamente compilati. Se il template Bio manca, inseriscilo tu stesso o, in alternativa, metti l'avviso {{tmp\|Bio}} che ne segnala la mancanza. Se i dati riportati sono sbagliati, correggi direttamente la voce biografica; le modifiche saranno visibili in questa lista entro pochi giorni. Per chiarimenti vedi il progetto biografie. La lista contiene solo le 30 persone che sono citate nell'enciclopedia e per le quali è stato implementato correttamente il template Bio. Pagina aggiornata al 10 ago 2025. |

- 20 gennaio - Giuseppe Abbanasia, medico italiano
- 20 febbraio - Henry Percy, I conte di Northumberland, re britannico (n. 1341)
- 20 aprile - Miran Shah, mongolo (n. 1366)
- 13 maggio - Muhammad VII di Granada, sultano (n. 1370)
- 18 maggio - Giovanni IV d'Asburgo-Laufenburg, nobile tedesco (n. 1355)
- 31 maggio - Angelo Acciaiuoli, cardinale e vescovo cattolico italiano (n. 1340)
- 31 maggio - Ashikaga Yoshimitsu, militare giapponese (n. 1358)
- 18 giugno - Taejo di Joseon, re coreano (n. 1335)
- 26 giugno - Guglielmo II di Berg, nobile tedesco (n. 1348)
- 1º luglio - Jean Gilles, cardinale francese
- 23 agosto - Berenguer de Anglesola, cardinale spagnolo
- 25 agosto - Giacomo di Prades, nobile, politico e militare spagnolo
- 15 settembre - Edmund Holland, IV conte di Kent, nobile inglese (n. 1384)
- 22 settembre - Giovanni VII Paleologo, imperatore bizantino (n. 1370)
- 27 settembre - Giovanni Conversini, umanista e giurista italiano (n. 1343)
- 8 ottobre - Jean d'Armagnac, cardinale francese
- 10 novembre - Vicente de Ribas, cardinale spagnolo
- 19 novembre - Bálint Alsáni, cardinale e vescovo cattolico ungherese
- 4 dicembre - Valentina Visconti, nobile (n. 1371)
- 13 dicembre - Elisabetta del Palatinato, nobile tedesca (n. 1381)
- 15 dicembre - Gabriele Maria Visconti, italiana (n. 1385)
- Francesco Galli dei Piacentini, vescovo cattolico italiano
- Francesco Giustiniani Garibaldo, doge (n. 1336)
- John Gower, poeta britannico (n. 1330)
- Maria Comnena, principessa bizantina (n. 1328)
- Matteo I di Alessandria, vescovo cristiano orientale egiziano
- Nicola V di Werle, principe
- Pietro II di Urgell, nobile (n. 1340)
- Nicolò Zoagli, doge (n. 1340)
- Antonio da Budrio, giurista italiano (n. 1338)